# Gace Słupieckie
Gace Słupieckie – wieś w Polsce położona w województwie świętokrzyskim, w powiecie staszowskim, w gminie Łubnice.
| SIMC    | Nazwa      | Rodzaj    |
| ------- | ---------- | --------- |
| 0798535 | Skrzynka   | część wsi |
| 0798541 | Stara Wieś | część wsi |
| 0798558 | Włoszczowa | część wsi |
| 0798564 | Zagrody    | część wsi |

W latach 1954–1972 wieś należała i była siedzibą władz gromady Gace Słupieckie. W latach 1975–1998 miejscowość administracyjnie należała do województwa tarnobrzeskiego.
20 czerwca 1863 roku powstańcy styczniowi pod dowództwem gen. Zygmunta Jordana przegrali pod Gacami Słupieckimi i Komorowem bitwę z przeważającymi wojskami rosyjskimi.
9 stycznia 1944 roku w Gacach Słupieckich urodził się Mieczysław Gil.